# Estádio Olímpico de Terrassa
O Estádio Olímpico de Terrassa é um estádio multiúso localizado em Terrassa, na Catalunha, é o estádio pertencente ao Terrassa FC, tem capacidade para 11.500 pessoas.
Foi usado para as competições de hockey para os jogos olímpicos de verão de 1992.